# Pascal Gaüzère
Pascal Gaüzère (Montfort-en-Chalosse, 23 aprile 1977) è un arbitro di rugby a 15 francese, internazionale dal 2011.

## Biografia
Terza linea ala nel club della sua città natale del dipartimento del Landes, Gaüzère abbandonò la carriera agonistica a 21 anni per frequentare, durante un periodo di squalifica, un corso per arbitri organizzato dal comitato rugbistico federale del Côte-Basque-Landes; nel 2001, a 24 anni, entrò nei quadri nazionali e nel 2006 arbitrò il suo primo incontro di Top 14.
Nel 2010 divenne arbitro internazionale e fu designato per la direzione di un incontro tra i Barbarians e un XV del Sudafrica a Twickenham il 3 dicembre di quello stesso anno; nel giugno 2011 diresse il suo primo test match, nel corso della IRB Nations Cup a Bucarest, tra Romania e Namibia.
Prese, ancora, parte alla Coppa del Mondo di rugby 2011 come giudice di linea, stesso impiego con cui è stato, fino a tutto il Sei Nazioni 2013, utilizzato.
Vanta infine presenze come direttore di gara sia in Heineken Cup che in Challenge Cup.